# Karl Siegert
Karl Rudolf Gustav Adolf Siegert (* 2. Juli 1901 in Uslar; † 1. August 1988 in Göttingen) war ein deutscher Jurist und Hochschullehrer für Strafrecht, Straf- und Zivilprozessrecht.

## Frühe Jahre
Karl Siegert war der Sohn des Oberregierungsrates Carl Siegert und dessen Ehefrau Marie, geborene Struckmann. Nach dem Abitur absolvierte er ein Studium der Rechtswissenschaft an den Universitäten Halle und Münster. Während seines Studiums wurde er Mitglied beim Verein Deutscher Studenten Münster. Die erste juristische Staatsprüfung legte er 1922 ab und wurde 1923 in Münster zum Dr. jur. promoviert. Nach dem Rechtsreferendariat legte er 1926 das zweite juristische Staatsexamen ab. Anschließend war er Gerichtsassessor am Landgericht Münster. Ab 1928 war er Land- und Amtsrichter in Münster, ab 1929 Amtsgerichtsrat in Hamm und schließlich von 1931 bis 1933 als Amts- und Landgerichtsrat wieder in Münster tätig. Neben der Justizlaufbahn hatte er jedoch seine wissenschaftliche Karriere weiterverfolgt: An der juristischen Fakultät der Universität Münster war er seit dem Sommersemester 1925 als Assistent beschäftigt und habilitierte sich dort 1931 mit einer Schrift zum Notstand und Putativnotstand und wurde Privatdozent für Strafrecht, Strafprozessrecht und Recht der freiwilligen Gerichtsbarkeit. Im Sommersemester 1932 nahm er eine Lehrstuhlvertretung an der Universität Greifswald wahr.

## Professor in Göttingen und nationalsozialistische Betätigung
Siegert war nach der Machtübergabe an die Nationalsozialisten Anfang Mai 1933 der NSDAP beigetreten (Mitgliedsnummer 2.490.163). Zum ordentlichen Professor berufen übernahm er als Nachfolger des emigrierten Richard Honig Anfang November 1933 an der Universität Göttingen den Lehrstuhl für Strafrecht. Er wurde 1933 Mitglied des NS-Rechtswahrerbundes, für den er als Gaugruppenwalter Hochschullehrer für Göttingen, Braunschweig und Clausthal fungierte sowie ab 1937 als Gaubeauftragter für wissenschaftliche Arbeiten. Für den NS-Dozentenbund war er ab Anfang 1935 als Vertrauensmann an der Rechts- und staatswissenschaftlichen Fakultät der Universität Göttingen tätig und wurde im Jahr darauf in diese NS-Organisation aufgenommen. In dieser Funktion nahm er Einfluss auf die Stellenbesetzung der Fakultät. Mittels seiner Beziehungen zur NS-Ministerialbürokratie und Reichsamtsleitung des NS-Dozentenbundes betrieb er erfolgreich die Entfernung nichtarischer und/oder liberaler Kollegen aus dem Lehrkörper und die Neubesetzung der Stellen mit überzeugten Nationalsozialisten. Er wurde 1937 Dekan und war Mitarbeiter in der Akademie der Wissenschaften des NS-Dozentenbundes. Im Jahr zuvor hatte er das Werk „Das Judentum im Strafrechtsverfahren“ verfasst und forderte die „Ausrottung jeglichen jüdisches Geistes aus unserer Strafrechtspflege“.
Ab 1937 gehörte Siegert dem NS-Altherrenbund an. Im Mai 1938 wurde er Gaufachredner für Rechtsfragen, im Juni 1938 Gaustellenleiter sowie Leiter der Hauptstelle für Rechtspolitik und im Juli 1938 übernahm er kommissarisch das Lektorat im Reichsrechtsamt der NSDAP.

## Zweiter Weltkrieg und Nachkriegszeit
Nach Beginn des Zweiten Weltkrieges leistete Siegert Kriegsdienst. Ab Herbst 1941 war er Kriegsgerichtsrat bei der Luftwaffe. Nach Kriegsende erhielt er im Juli 1945 Lehrverbot in Göttingen. Von August 1945 bis August 1947 befand er sich in alliierter Internierung. Nach einem Spruchkammerverfahren wurde er im Rahmen der Entnazifizierung 1949 zunächst in die Kategorie III und im Jahr darauf in die Kategorie IV eingestuft. Als sogenannter 131er wurde er 1952 Professor zur Wiederverwendung, konnte jedoch nicht auf seinen Lehrstuhl zurückkehren. Er wurde 1957 nach dem § 131 GG emeritiert. Ab 1955 war er langjährig für Rechtsanwälte am Bundesgerichtshof tätig, vorwiegend im Rahmen von Revisionsbegründungen. Zudem betätigte er sich als Verfasser von Aufsätzen in juristischen Fachzeitschriften.
Seit 1926 war Siegert mit Erika, geborene Grützmacher, verheiratet. Das Paar bekam sechs Kinder.

## Schriften (Auswahl)
- Zum Rückforderungsrecht (Verfolgungsrecht) des Verkäufers und Einkaufskommissionärs nach § 44 der Konkursordnung, Plettenberg o. J., (zugleich Rechts- u. staatswiss. Diss., Münster 1923).
- Die Prozesshandlungen ihr Widerrufe und ihre Nachholung. Ein Beitrag zu den Lehren des allgemeinen Prozessrechts, unter besonderer Berücksichtigung des Reichstrafprozessrechts, O. Liebmann, Berlin 1929.
- Notstand und Putativnotstand, Mohr, Tübingen 1931 (zugleich Habilitationsschrift).
- Grundzüge des Strafrechts im neuen Staate, Mohr, Tübingen 1934.
- Deutsches Wirtschaftsstrafrecht, Industrieverl. Spaeth & Linde, Berlin/Wien 1939.
- Grundlinien der Reform des Zivilprozessrechts im Nachkriegseuropa, Heymann, Berlin/Köln 1952 = Annuario di diritto comparato e di studi legislativi, Bd. 28 (1952), S. 1–58 (Inhalt).
- Repressalie, Requisition und höherer Befehl. Ein Beitrag zur Rechtfertigung der Kriegsverurteilten, Göttinger Verlagsanstalt, Göttingen 1953.
- Grundlinien des Völkerstrafprozessrechts, Musterschmidt, Göttingen 1953.
- Der Missbrauch von Schallaufnahmegeräten im geltenden Recht, Göttinger Verlagsanstalt, Göttingen 1953.